# Як Ґрінч украв Різдво! (мультфільм)
Як Ґрінч украв Різдво! — американський анімаційний спешл заснований на дитячій книзі Доктора Сюза "Як Ґрінч украв Різдво!" режисера Чака Джонса який був показаний по телеканалу CBS 18 грудня 1966 року. Даний спешл є один з небагатьох різдвяних спешлів які показувалися у 1960-тих.
Український переклад зробила студія Омікрон на замовлення Гуртом..

## Сюжет
Ґрінч живе на вершині пагорба над містечком Whoville зі своїм псом Максом. Щороку під час Різдва ненависть Ґрінча до щасливих жителів Whoville росла все більше і більше. Вони дарували один одному подарунки, веселилися на святкових обідах і співали пісні в міському парку, навіть не підозрюючи про образу яку накопичував Ґрінч. Одного разу Ґрінч вирішив зірвати Різдво. Переодягнувшись у Санта Клауса, він швидкоруч зібрався і змусивши свою собаку тягнути його на санях. Він пробрався в будинки міщан і крав їхні подарунки, їжу та прикраси…